# Páteční vodopád
Páteční vodopád (nazývaný také Páteční vodopády) se nachází na horském Pátečním potoce v místě Francouzská brána na východních svazích Červené hory v pohoří Hrubý Jeseník. Tento přírodní vodopád patří k vesnici Adolfovice, části obce Bělá pod Pradědem v okrese Jeseník v Olomouckém kraji. Vodopád je přibližně ve vzdálenosti 1 kilometru od pramene, jsou na něm tři vodopádové stupně o výškách cca 2, 2 a 3 m (sklon přibližně 60°) a pak následuje osmimetrový skluz se sklonem přibližně 40°.

## Další informace
K místu nad vodopádem je snadný přístup z lesní cesty z odbočky v ostré zatáčce silnice I/44 mezi Filipovicemi a Červenohorským sedlem. Přímo k vodopádům je náročnější přístup po svahu soutěsky Pátečního potoka.
Vodopády se nacházejí na povodí Černého potoka (přítok Červenohorského potoka) říčky Bělá (přítok Kladské Nisy) v povodí evropského veletoku Odra.
Nad vodopády se nachází přírodní rezervace Sněžná kotlina.

## Galerie

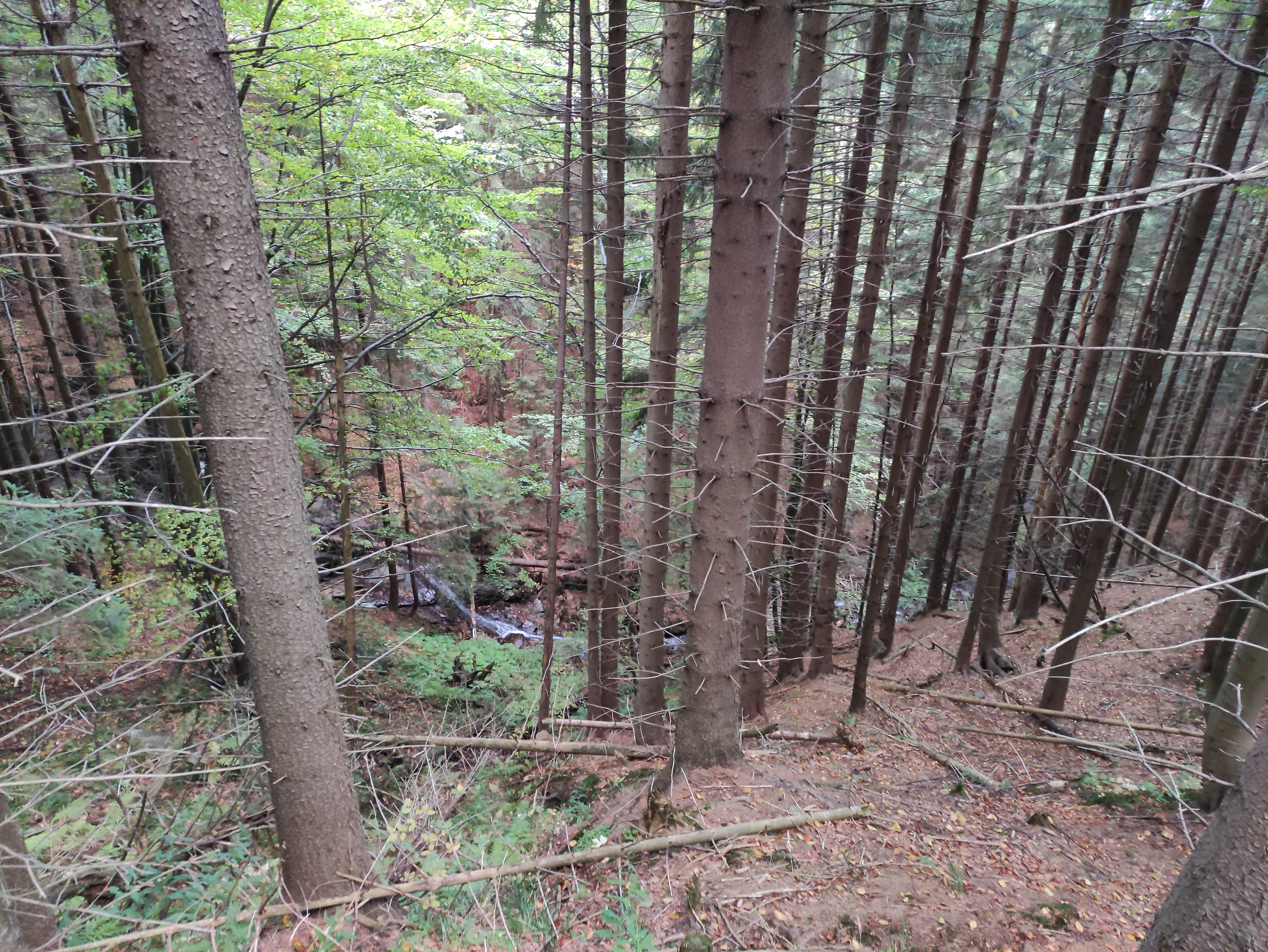
Pohled na Páteční potok a vodopády z lesní cesty